# Familia Moruzi
Moruzi (în greacă Μουρούζης, în rusă Мурузи, transliterat: Muruzi) este o familie care a fost menționată pentru prima dată în Imperiul Trapezuntului. Originile sale s-au pierdut, dar cele două teorii predominante sunt că erau fie o familie locală originară dintr-un sat cu un nume înrudit din regiunea Pontului, fie una care a sosit cu venețienii în timpul celei de-a patra cruciade (deoarece există înregistrări ale unei familii venețiene cu un nume similar cu o generație mai devreme). Au ajuns una dintre familiile de frunte ale fanarioților.

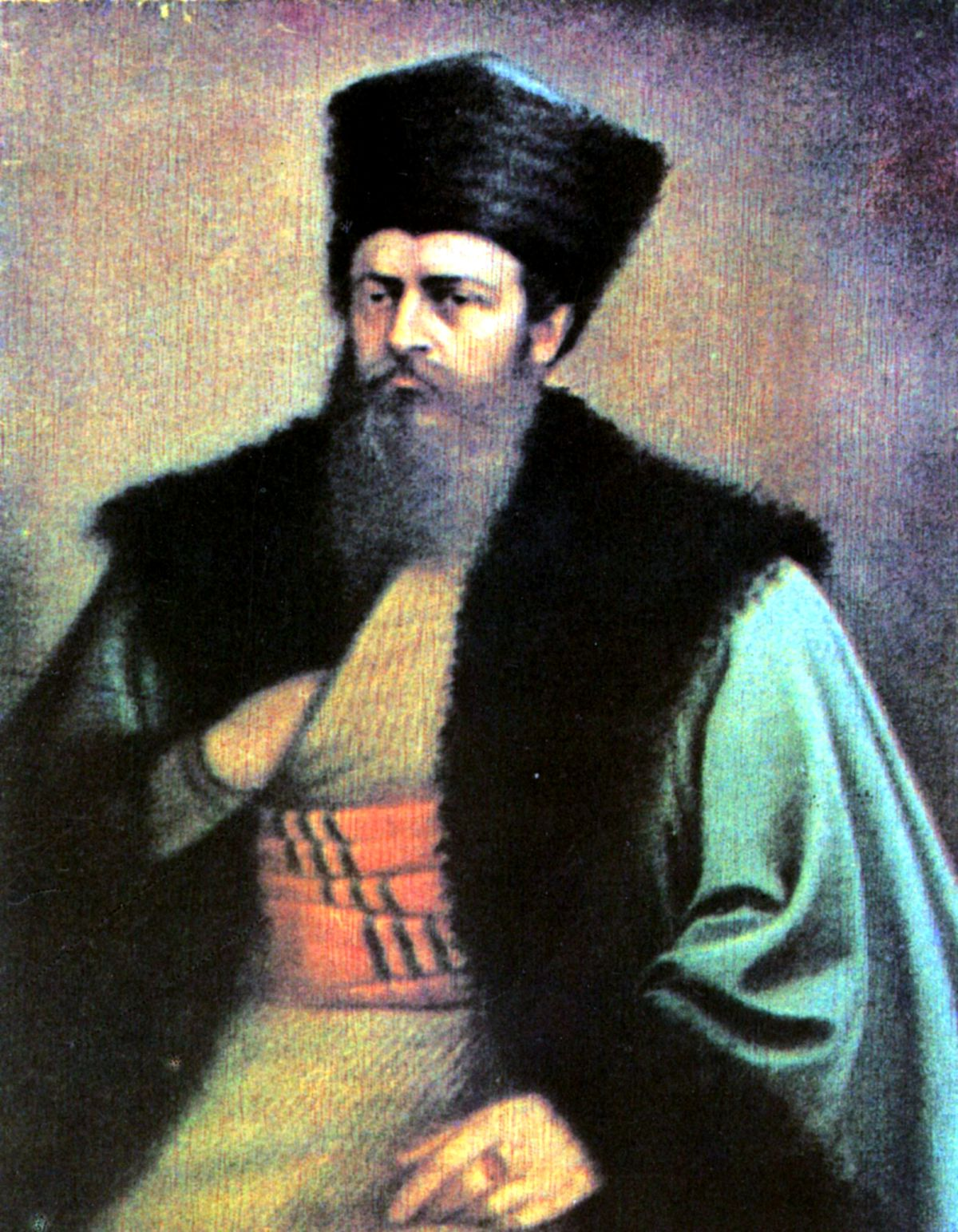
Constantin Moruzi, domn în Moldova între octombrie 1777 și 8 iunie 1782

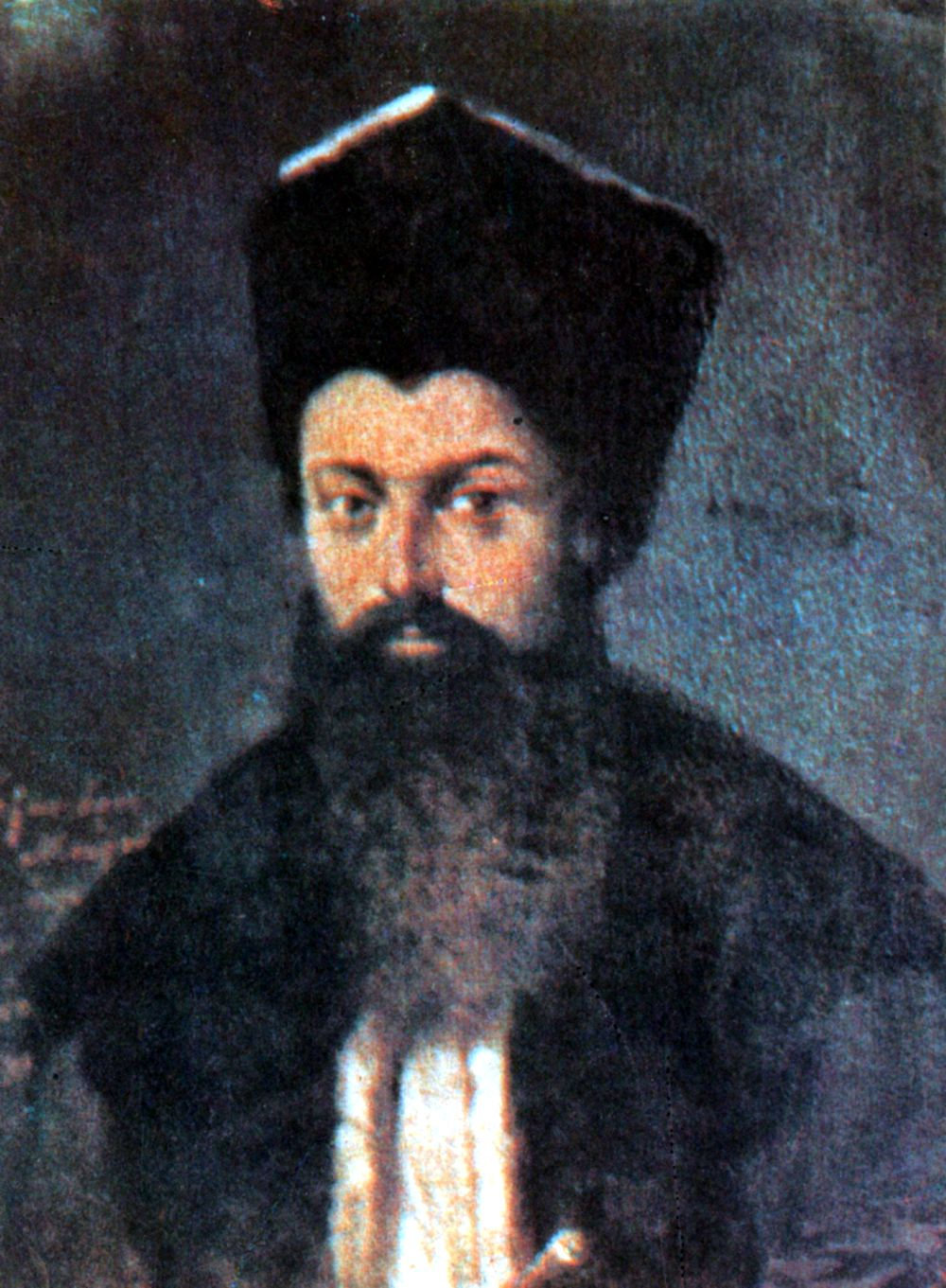
Alexandru Moruzi, domn al Moldovei de 3 ori, domn al Țării Românești de 2 ori

Familia s-a mutat în România actuală (Principatele Dunărene) în secolul al XVII-lea, unii membri ei au devenit dragomani ai Înaltei Porți și boieri și a dat Țării Românești și Moldovei doi voievozi - Constantin Moruzi și Alexandru Moruzi. Strănepotul lui Constantin, Dimitrie, a fugit în Rusia după izbucnirea războiului de independență al Greciei, unde descendenților săi li s-a permis să folosească titlul domnesc între 1893 și 1905. Membri ai familiei au rămas în România și Basarabia până la ocupația sovietică a Basarabiei de după al doilea război mondial.

## Alți membri
- Gheorghe Moruzi (mare dragoman între martie 1792 - iulie 1794 și aprilie 1795 - august 1796)
- Panaiot Moruzi (dragoman al Flotei între 1803 - 1806 și 1809 - 1810; executat în 1812)
- Dimitrie Moruzi (mare dragoman între	decembrie 1808 - iunie 1812)
- Constantin D. Moruzi (boier și dregător moldovean, decedat la 26 februarie 1886)
- Constantin Moruzi (mare dragoman între februarie 1821 - aprilie 1821)
- Nicolas Moruzi (dragoman al Flotei între 1818-1821; executat în 1821)
- Alexandru C. Moruzi om politic, prim-ministru în Guvernul Moldovei (5 octombrie 1861 - 22 ianuarie 1862)
- Alexandru Moruzi (chirurg)
- Alexandru D. Moruzi, politician român, primar al orașului Galați între anii 1871-1874.
- Maria Moruzi-Cuza, soția lui Ion I.C. Brătianu
- Dimitri Stuart, primul ambasador al Rusiei în România
- Alexandru Stuart, cel care a fondat Muzeul Național de Etnografie și Istorie Naturală din Chișinău
- Alexandru Muruzi, general rus, erou al Primului Război Mondial